# Tengerparti iringó
A tengerparti iringó (Eryngium maritimum) az ernyősvirágzatúak (Apiales) rendjébe, ezen belül a zellerfélék (Apiaceae) családjába tartozó faj.

## Előfordulása
A tengerparti iringó elterjedési területe a Földközi-tenger partvidéke Anatóliáig (Izraeltől Törökországig) és Észak-Afrikáig (Marokkótól Egyiptomig), a Fekete-tenger, az Atlanti-óceán partjai Nyugat-Angliáig és Dél-Skandináviáig. Cipruson és Grúziában is vannak őshonos állományai.

## Megjelenése
A tengerparti iringó 15-60 centiméter magas, bogáncsra emlékeztető, gyakran félgömb alakú, szürkészöld, ritkábban kékes árnyalatú, kopasz, kétéves vagy évelő növény. Gyökerei csomósak, alig rostosak. Szára felálló, felső részén terpedten elágazik. Levelei eleinte durva szövetűek, később merevek, erősen bőrneműek, erezetük hálós, gyakran fehéres-deresek. A levéllemez kerekded vagy vese alakú, szíves vagy levágott vállú, a növény felső részén egyre inkább 3-5 karéjú, durván, öblösen tüskés-fogas és hullámos szélű. Az alsó levelek csokorszerűen helyezkednek el, és hosszú nyélbe keskenyednek, a felsők rövid nyelűek, míg a murvalevelek ülők, szárölelők. Az ernyővirágzatok nyíláskor csaknem gömb alakúak, a virágok kékeslilák vagy fehéresek.

## Életmódja
A tengerparti iringó a hullámtértől távolabb fekvő homokos tengerpartok, homokdűnék lakója.
A virágzási ideje júniustól augusztusig tart.

## Képek

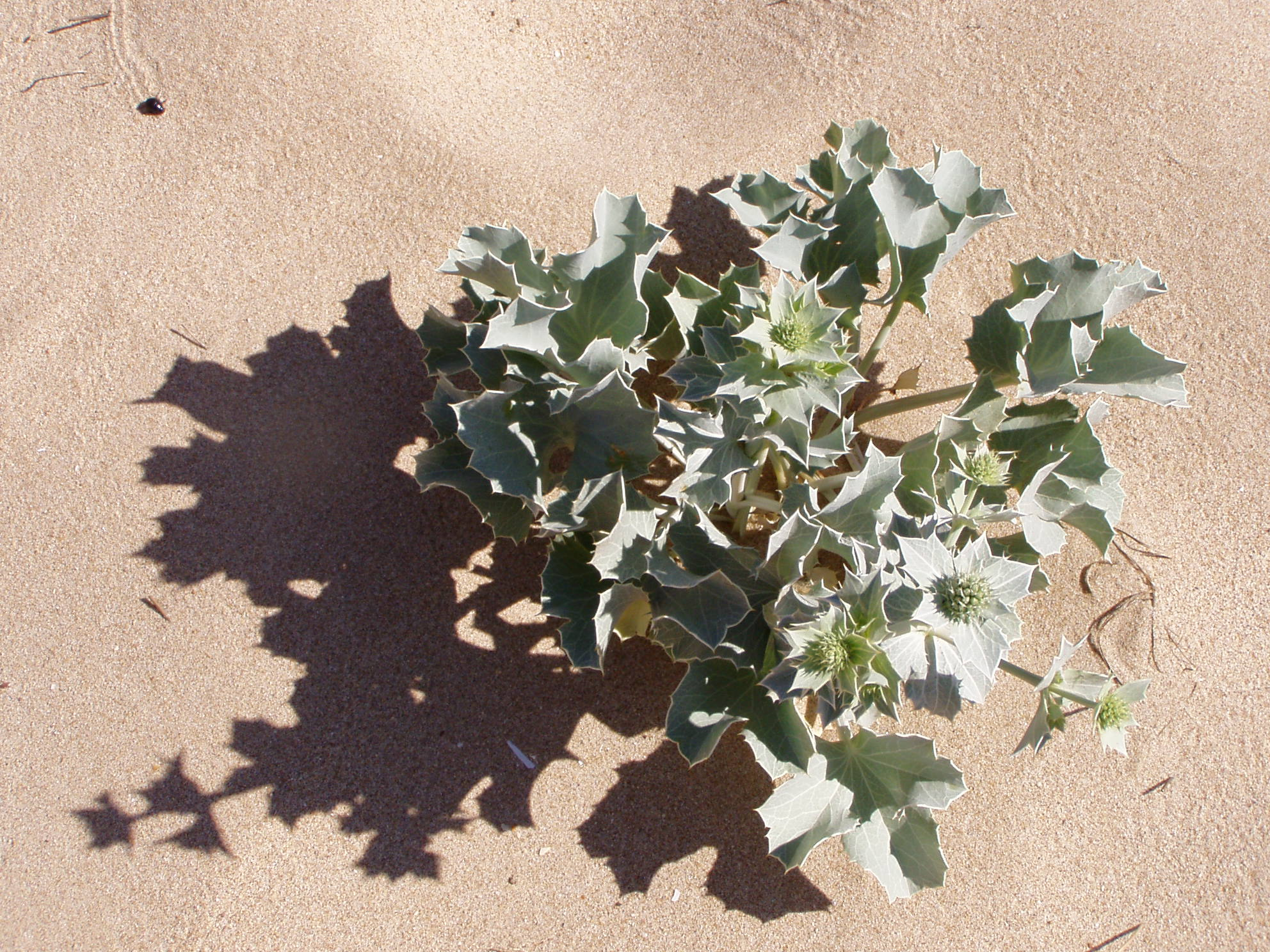
a növény
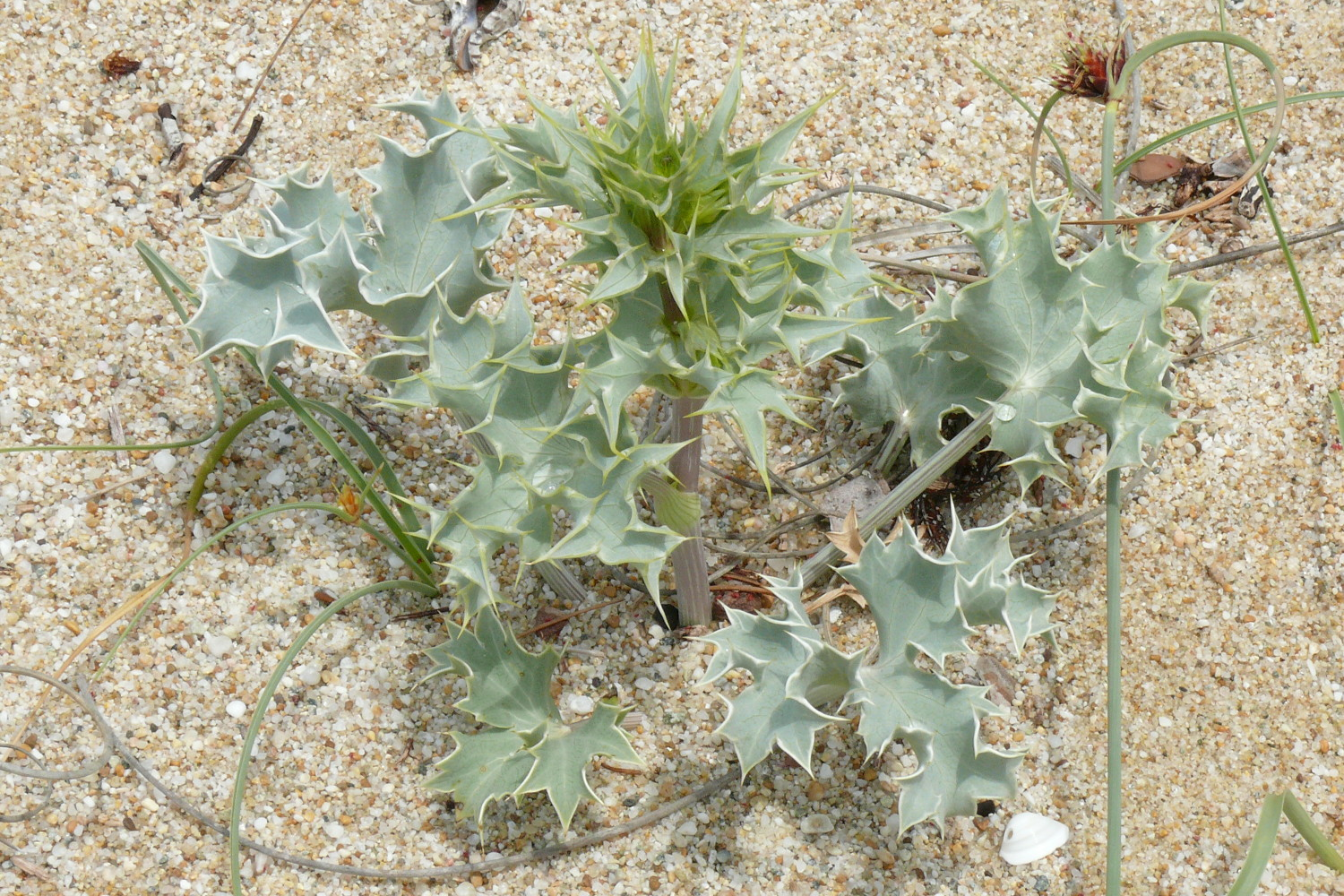
a természetes
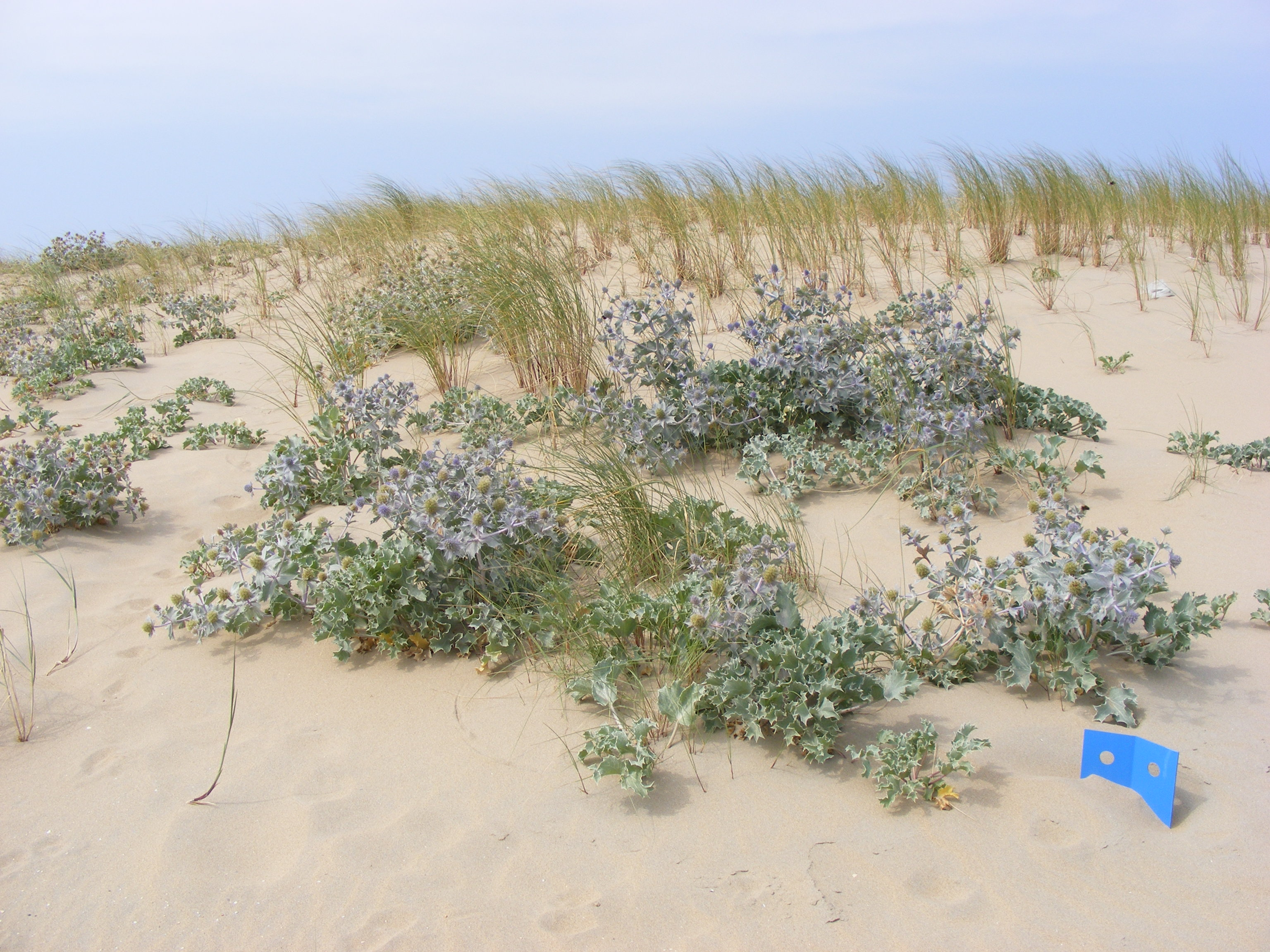
élőhelyén
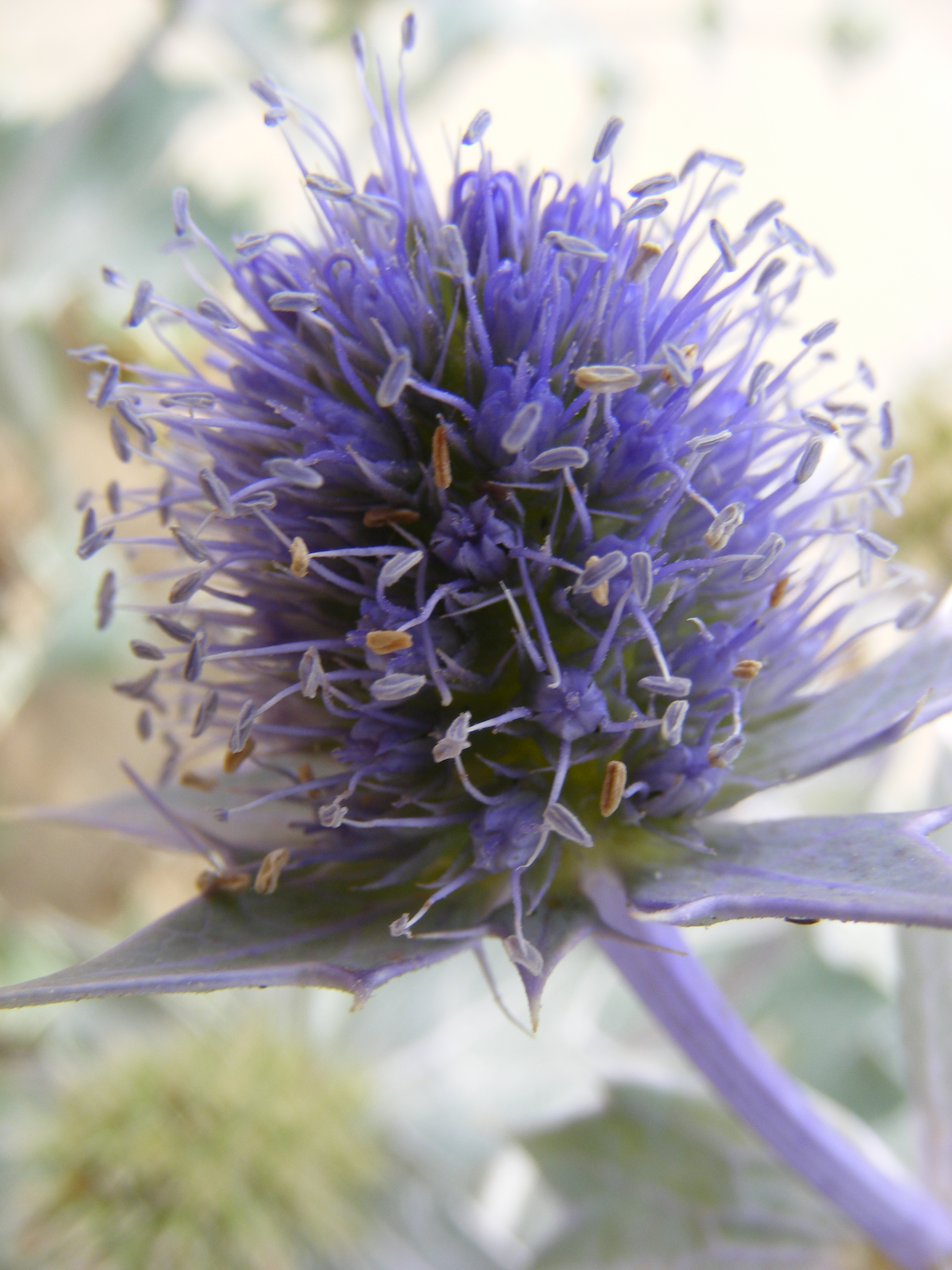
virága
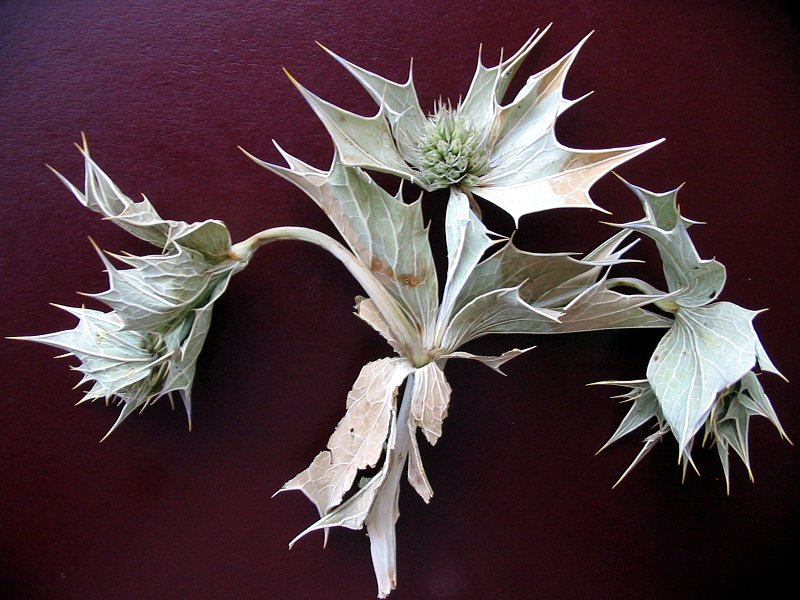
levelei
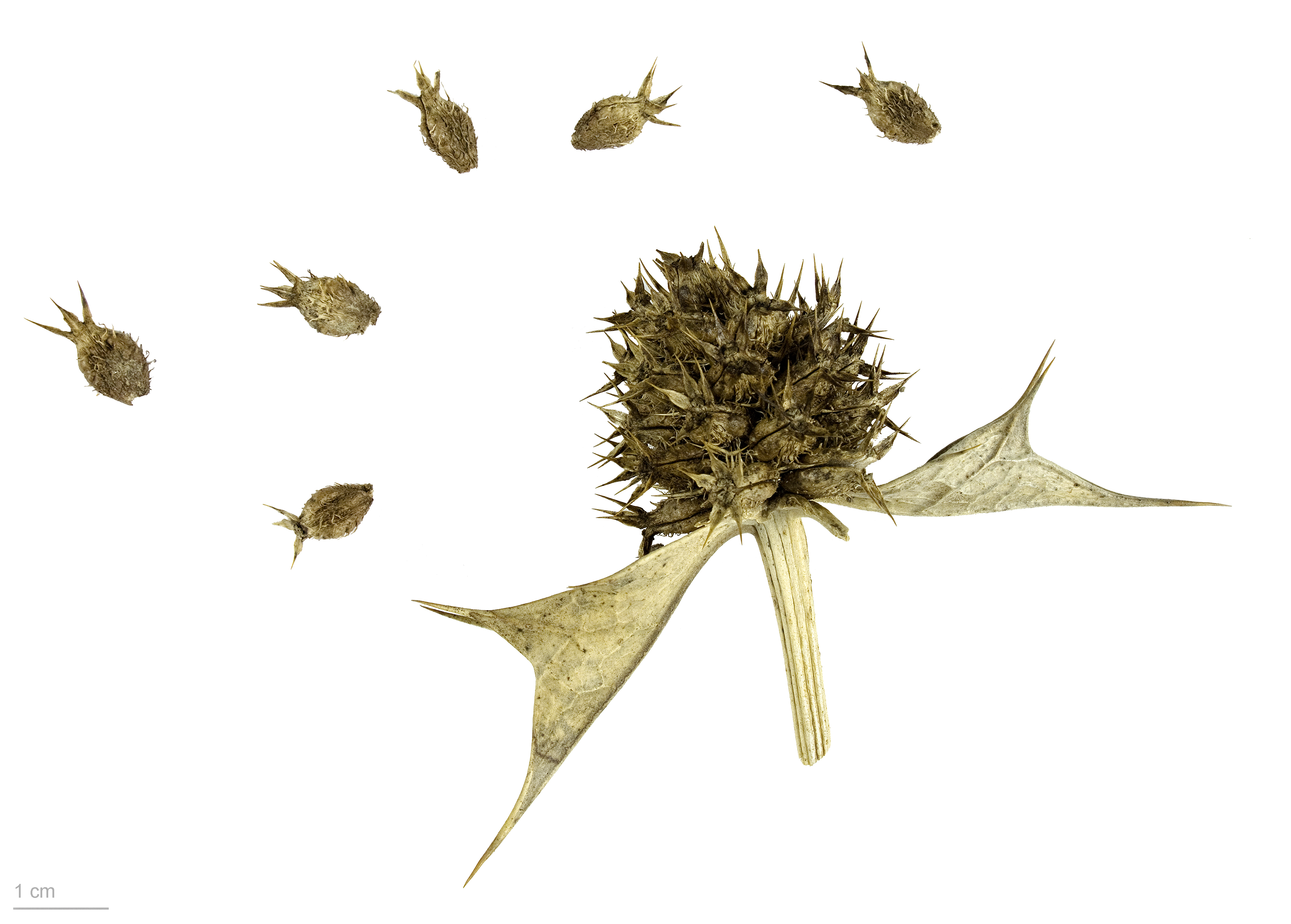
múzeumi példány
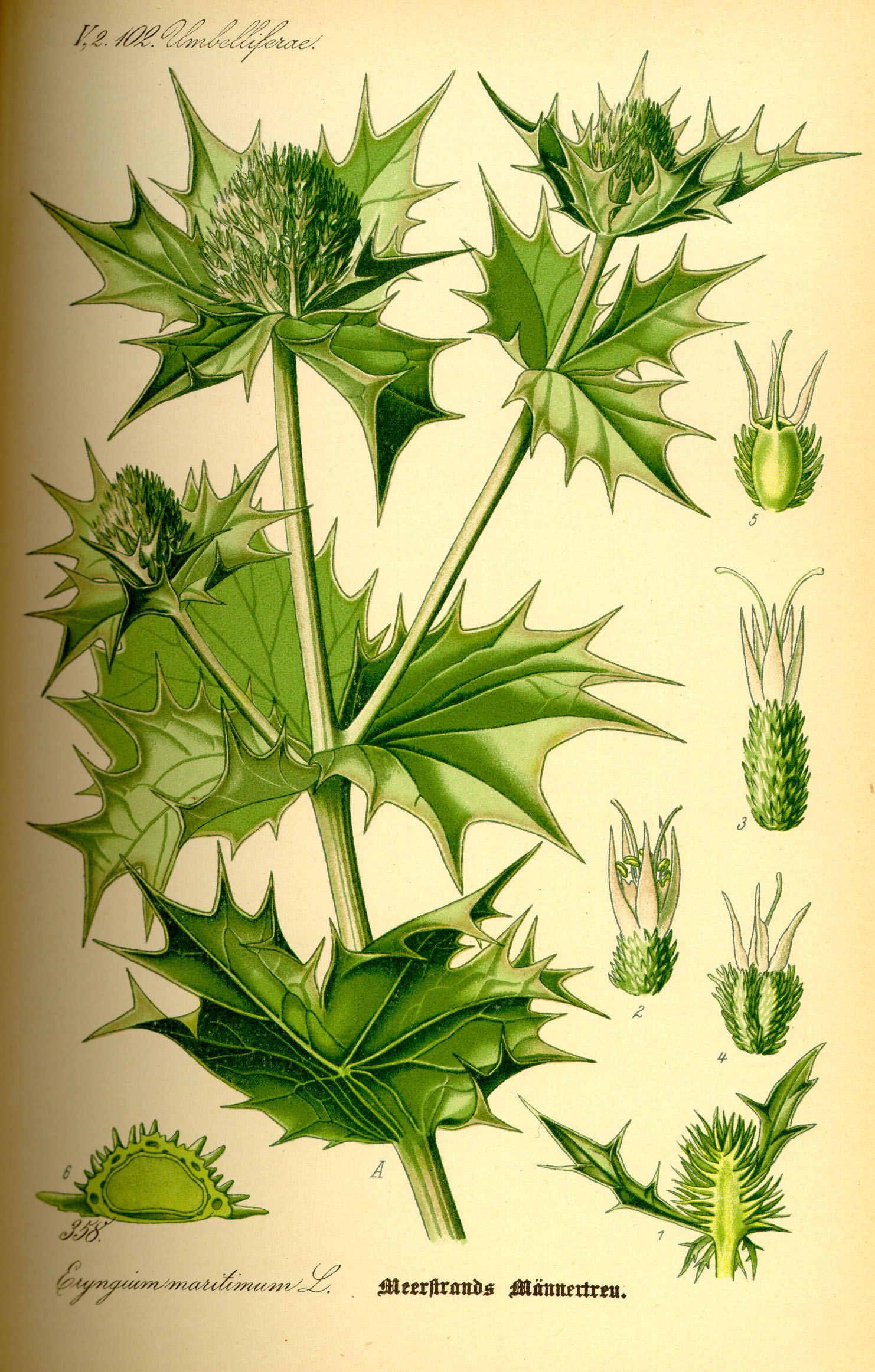
rajzok a növényről
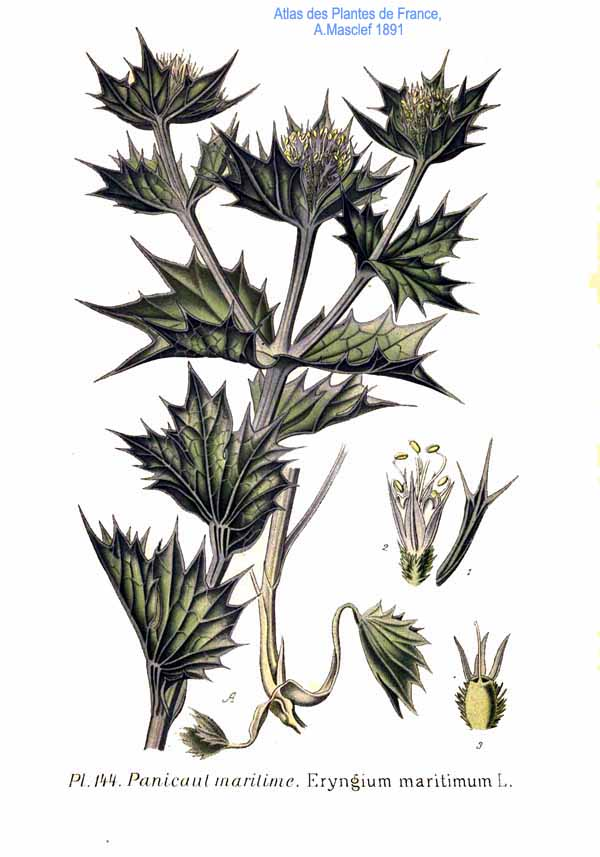